# Rio Santo Anastácio
O rio Santo Anastácio é um rio brasileiro do estado de São Paulo. Afluente do rio Paraná.
Nasce no município de Regente Feijó, (22º18'18"S, 51º26'28,6"W), próximo ao meio caminho da estrada que liga Pirapozinho a Anhumas, segue à noroeste sempre paralelo a SP-270 e desagua no rio Paraná próximo ao município de Presidente Epitácio. Neste trajeto percorre cerca de 102 km. Ao longo de seu trajeto, suas águas são usadas na irrigação de culturas, consumo direto por animais de cria e engorda, abastecimento de zonas rurais e urbanas. É o caso do município de Presidente Prudente, com pouco mais de duzentos mil habitantes, que é abastecida em 30% por suas águas.